# Фред Гойберг
Фредрік Крістіан Гойберг (англ. Fredrick Kristian Hoiberg, нар. 15 жовтня 1972, Лінкольн, Небраска, США) — американський професіональний баскетболіст, що грав на позиції атакувального захисника за декілька команд НБА. Згодом — баскетбольний тренер. З 2019 року працює головним тренером команди Студентської асоціації «Небраска Корнгаскерс».

## Ігрова кар'єра
Починав грати у баскетбол у команді Еймської старшої школи (Еймс, Айова). Там був капітаном команди та приводив її до титулу чемпіона штату. На університетському рівні грав за команду Айова Стейт (1991–1995).
1995 року був обраний у другому раунді драфту НБА під загальним 52-м номером командою «Індіана Пейсерз». Професійну кар'єру розпочав 1995 року виступами за тих же «Індіана Пейсерз», захищав кольори команди з Індіани протягом наступних 4 сезонів.
З 1999 по 2003 рік також грав у складі «Чикаго Буллз».
Останньою ж командою в кар'єрі гравця стала «Міннесота Тімбервулвз», до складу якої він приєднався 2003 року і за яку відіграв 2 сезони. У сезоні 2004—2005 став першим гравцем в історії НБА, якого не було запрошено на конкурс триочкових кидків, коли гравець був лідером ліги за відсотком влучань триочкових кидків.

## Статистика виступів в НБА
| * | Лідер ліги |

### Регулярний сезон
| Сезон             | Команда                 | GP  | GS | MPG  | FG%  | 3P%   | FT%   | RPG | APG | SPG | BPG | PPG |
| ----------------- | ----------------------- | --- | -- | ---- | ---- | ----- | ----- | --- | --- | --- | --- | --- |
| 1995–1996         | «Індіана Пейсерз»       | 15  | 1  | 5.7  | .421 | .333  | .833  | .6  | .5  | .4  | .1  | 2.1 |
| 1996–1997         | «Індіана Пейсерз»       | 47  | 0  | 12.2 | .429 | .414  | .792  | 1.7 | .9  | .6  | .1  | 4.8 |
| 1997–1998         | «Індіана Пейсерз»       | 65  | 1  | 13.4 | .383 | .376  | .855  | 1.9 | .7  | .6  | .0  | 4.0 |
| 1998–1999         | «Індіана Пейсерз»       | 12  | 0  | 7.3  | .286 | .111  | 1.000 | .9  | .3  | .0  | .0  | 1.6 |
| 1999–2000         | «Чикаго Буллз»          | 31  | 11 | 27.3 | .387 | .340  | .908  | 3.5 | 2.7 | 1.3 | .1  | 9.0 |
| 2000–2001         | «Чикаго Буллз»          | 74  | 37 | 30.4 | .438 | .412  | .866  | 4.2 | 3.6 | 1.3 | .2  | 9.1 |
| 2001–2002         | «Чикаго Буллз»          | 79  | 8  | 17.8 | .416 | .261  | .840  | 2.7 | 1.7 | .8  | .1  | 4.4 |
| 2002–2003         | «Чикаго Буллз»          | 63  | 0  | 12.4 | .389 | .238  | .820  | 2.2 | 1.1 | .6  | .1  | 2.3 |
| 2003–2004         | «Міннесота Тімбервулвз» | 79  | 3  | 22.8 | .465 | .442  | .845  | 3.4 | 1.4 | .8  | .1  | 6.7 |
| 2004–2005         | «Міннесота Тімбервулвз» | 76  | 0  | 16.7 | .489 | .483* | .873  | 2.4 | 1.1 | .7  | .2  | 5.8 |
| Усього за кар'єру | Усього за кар'єру       | 541 | 61 | 18.4 | .431 | .396  | .854  | 2.7 | 1.6 | .8  | .1  | 5.4 |

### Плей-оф
| Сезон             | Команда                 | GP | GS | MPG  | FG%  | 3P%  | FT%   | RPG | APG | SPG | BPG | PPG |
| ----------------- | ----------------------- | -- | -- | ---- | ---- | ---- | ----- | --- | --- | --- | --- | --- |
| 1998              | «Індіана Пейсерз»       | 2  | 0  | 10.0 | .375 | .500 | 1.000 | 2.0 | .5  | .5  | .0  | 4.5 |
| 1999              | «Індіана Пейсерз»       | 4  | 0  | 5.0  | .500 | .--- | .---  | .8  | .5  | .8  | .0  | 1.0 |
| 2004              | «Міннесота Тімбервулвз» | 18 | 0  | 24.3 | .453 | .458 | .938  | 3.7 | 1.3 | .9  | .0  | 6.4 |
| Усього за кар'єру | Усього за кар'єру       | 24 | 0  | 19.9 | .449 | .460 | .944  | 3.0 | 1.1 | .8  | .0  | 5.3 |

## Тренерська робота
Після завершення ігрової кар'єри 2005 року, почав працювати у структурі клубу «Міннесоти». 2010 року розпочав тренерську кар'єру, ставши головним тренером команди Університету штату Айова «Айова Стейт Сайклонс», в якій пропрацював до 2015 року. За цей час двічі ставав чемпіоном конференції Big 12, а також визнавався найкращим тренером конференції.
2015 року був призначений головним тренером команди «Чикаго Буллз». У своєму дебютному сезоні не зміг вивезти команду до плей-оф, що сталося для «Чикаго» вперше за вісім років. Наступного року «Буллз» пробились до плей-оф, але вилетіли вже в першому раунді від «Бостона», а ще через рік знову пропустили плей-оф. 3 грудня 2018 року після невдалого початку сезону, коли команда виграла 5 матчів і програла 19, Гойберг був звільнений.
30 березня 2019 року був призначений головним тренером команди NCAA «Небраска Корнгаскерс».

### Тренерська статистика
| Команда        | Сезон      | G   | W   | L   | W–L% | Місце              | PG | PW | PL | PW–L% | Результат                |
| -------------- | ---------- | --- | --- | --- | ---- | ------------------ | -- | -- | -- | ----- | ------------------------ |
| «Чикаго Буллз» | 2015–16    | 82  | 42  | 40  | .512 | 4-е в Центральному | —  | —  | —  | —     | не вийшли до плей-оф     |
| «Чикаго Буллз» | 2016–17    | 82  | 41  | 41  | .500 | 4-е в Центральному | 6  | 2  | 4  | .333  | Програш у Першому раунді |
| «Чикаго Буллз» | 2017–18    | 82  | 27  | 55  | .329 | 5-е в Центральному | —  | —  | —  | —     | не вийшли до плей-оф     |
| «Чикаго Буллз» | 2018–19    | 24  | 5   | 19  | .208 | звільнений         | —  | —  | —  | —     | —                        |
| За кар'єру     | За кар'єру | 270 | 115 | 155 | .426 |                    | 6  | 2  | 4  | .333  |                          |